# Worcester Sharks
Worcester Sharks – drużyna hokejowa grająca w American Hockey League w dywizji atlantyku, konferencji wschodniej. Drużyna ma swoją siedzibę w Worcester w Stanach Zjednoczonych. Drużyna podlega zespołowi San Jose Sharks oraz ma własną filę w ECHL, San Francisco Bulls. W przeszłości była nią drużyna Fresno Falcons oraz w CHL Youngstown Steelhounds. 
- Rok założenia: 2006
- Barwy: zielono-szaro-czarne
- Trener: Roy Sommer
- Manager: Wayne Thomas
- Hala: DCU Center

## Osiągnięcia
- Emile Francis Trophy: 2010